# Konan
Konan („Seesüden“, japanisch 湖南市 Konan-shi, deutsch ‚[kreisfreie] Stadt Konan‘) ist eine Stadt in der Präfektur Shiga in Japan, südlich des Biwa-Sees.

## Geschichte

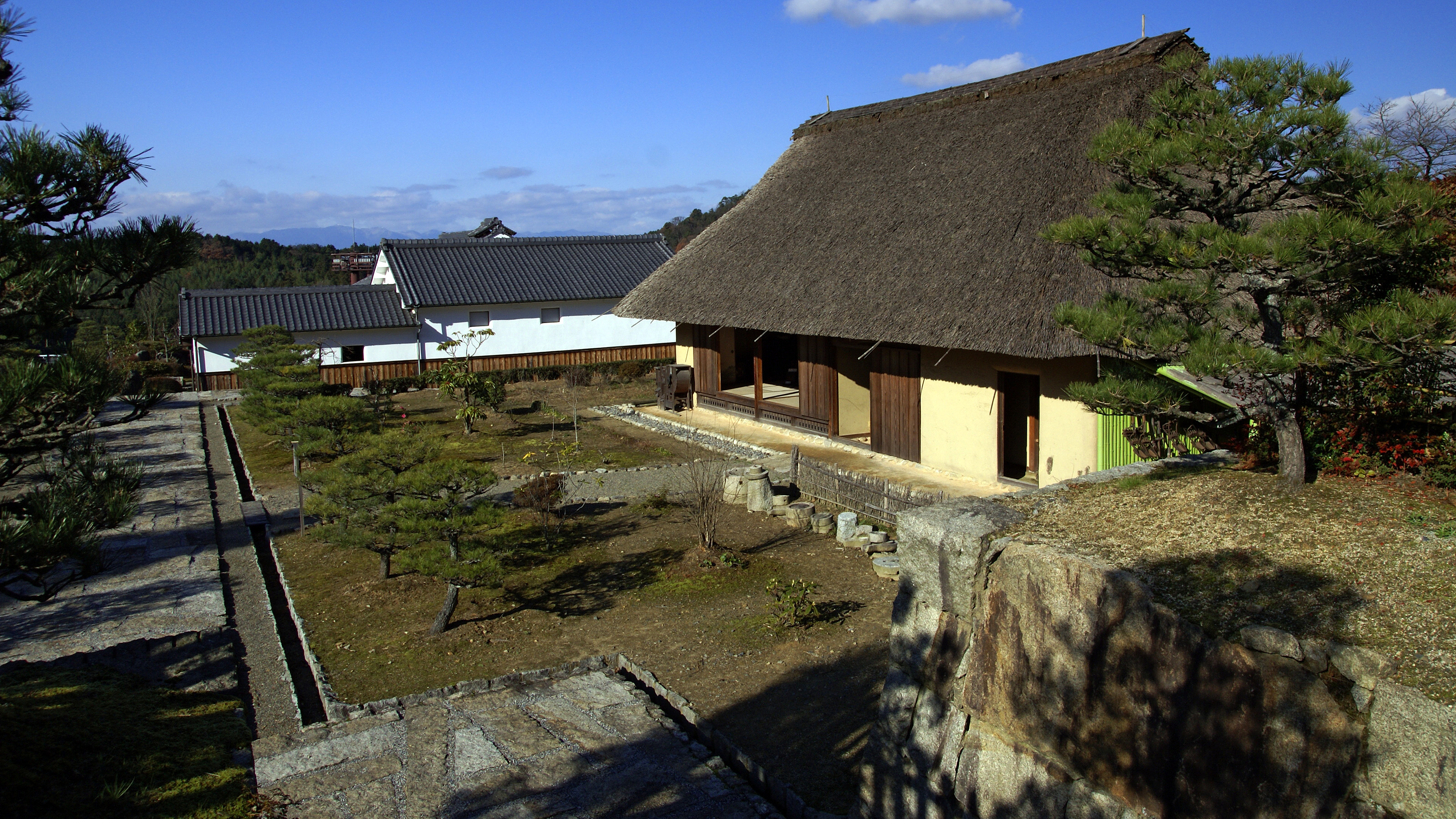
Gebäude der alten Poststation

Während der Edo-Zeit war Ishibe eine Poststation (宿場町 Shukuba-machi) der Tōkaidō.
Konan entstand am 1. Oktober 2004 durch den Zusammenschluss der Chō Ishibe (石部町, -chō) und Kōsei (甲西町, -chō) im Kōka-gun.

## Sehenswürdigkeiten

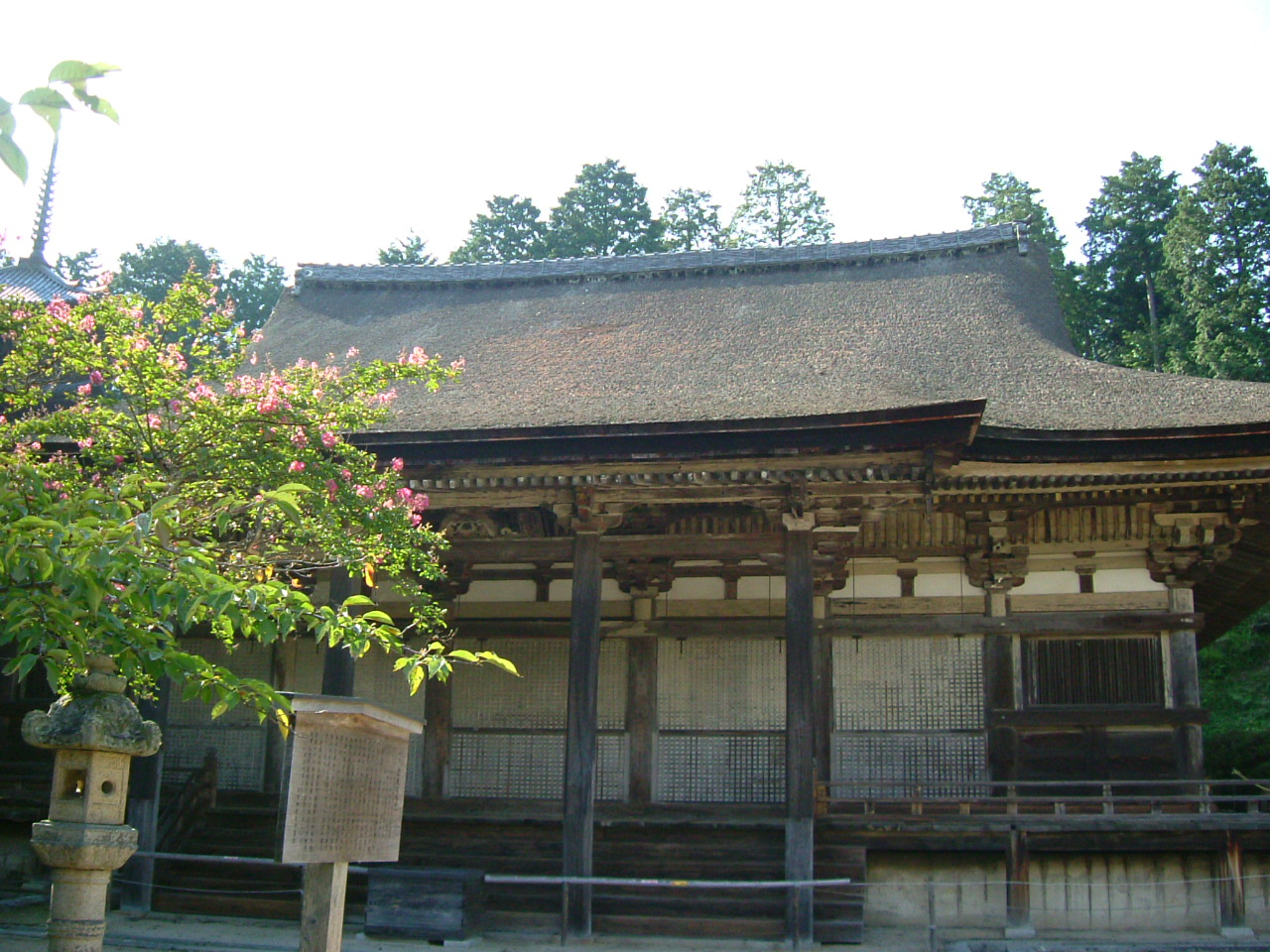
Jōraku-ji

- Historische Gebäude der Poststation Ishibe
- Buddhistische Tempel und Shintō-Schreine:
  - Chōju-ji (長寿寺, Haupthalle japanischer Nationalschatz)
  - Hakusan-Schrein (白山神社, Hakusan-jinja)
  - Jōraku-ji (常楽寺, Haupthalle und Pagode japanischer Nationalschatz)
  - Yoshimiko-Schrein (吉御子神社, Yoshimiko-jinja)
  - Zensui-ji (善水寺, Haupthalle japanischer Nationalschatz)

## Verkehr
- Straße:

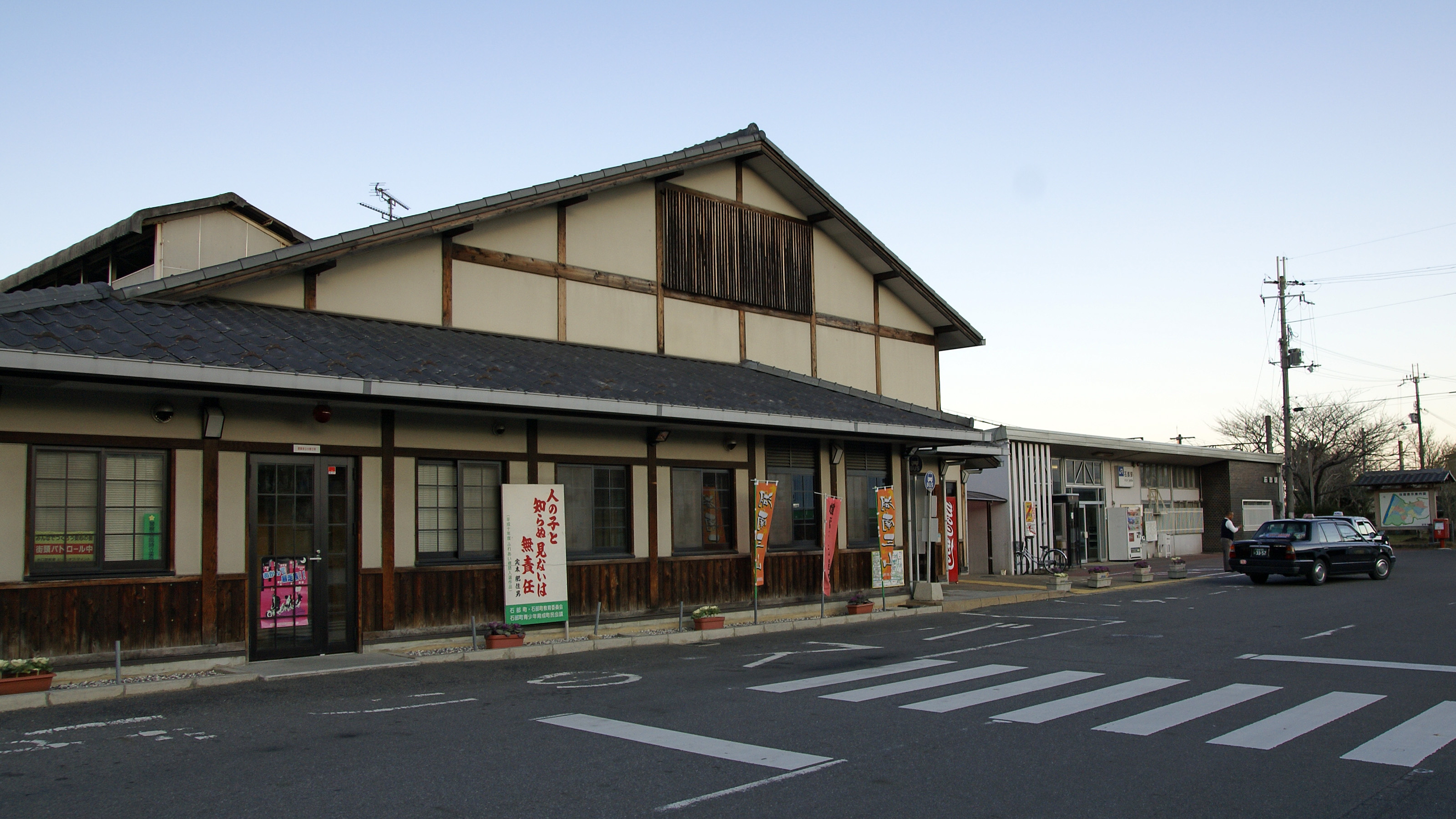
Bahnhof Ishibe

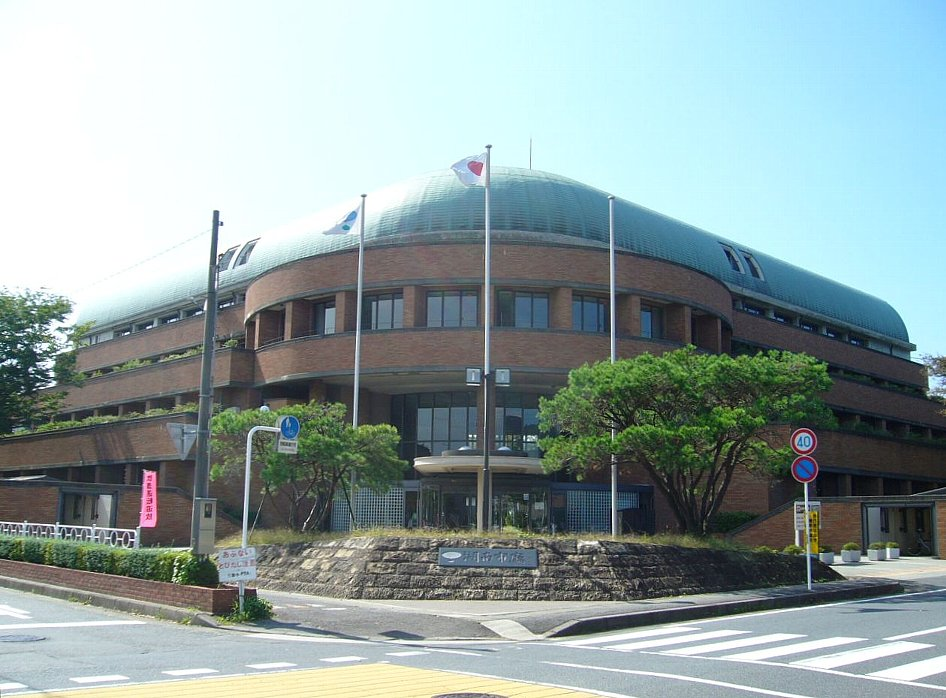
Rathaus von Konan

  - Meishin-Autobahn, nach Komaki oder Nishinomiya
  - Nationalstraße 1, nach Tokio oder Osaka
  - Nationalstraße 477
- Zug:
  - JR West Kusatsu-Linie, nach Iga oder Kusatsu

## Angrenzende Städte und Gemeinden

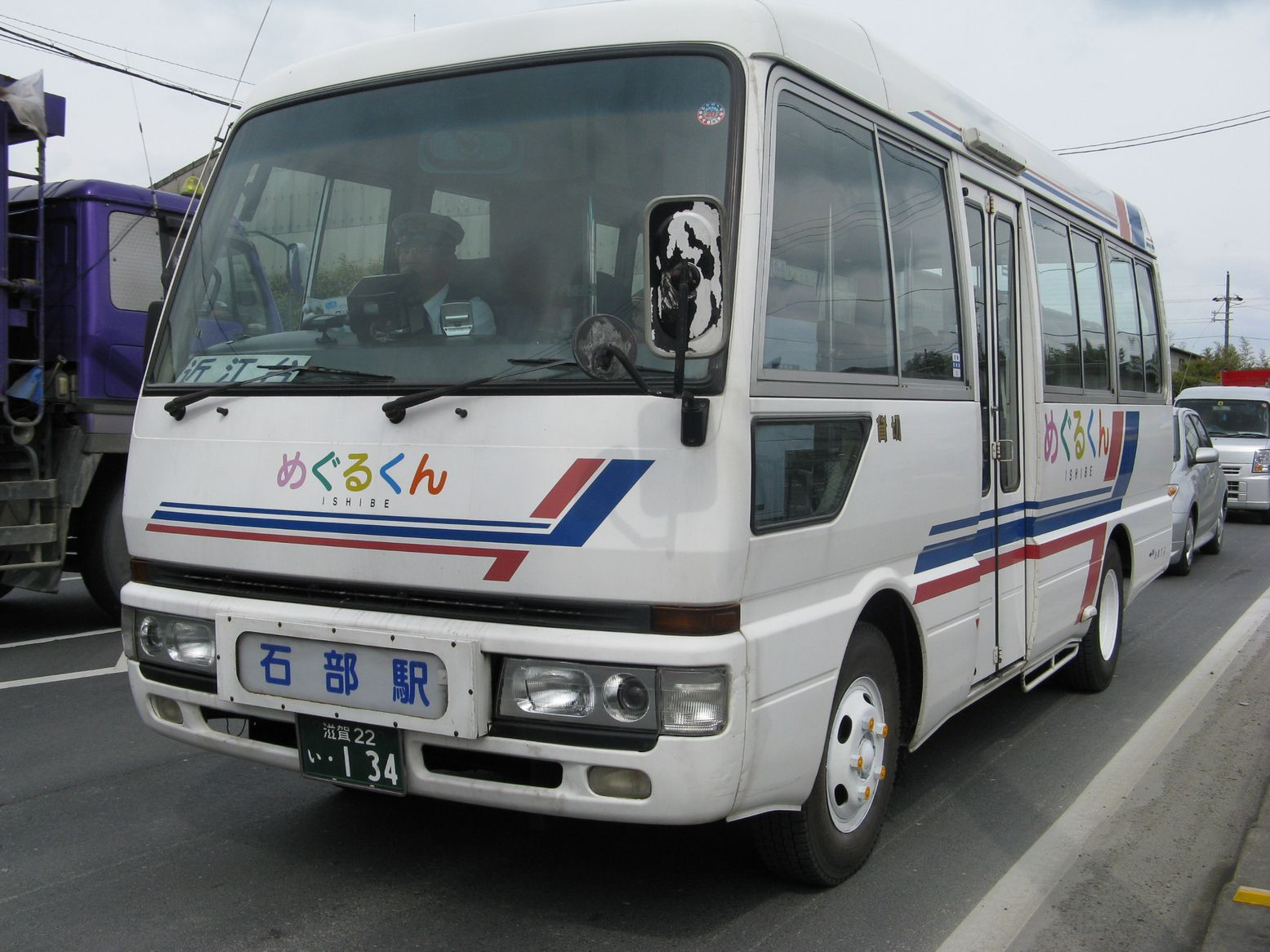
Konan City Community Bus

- Kōka
- Rittō
- Yasu

## Persönlichkeiten
- Kazuki Sakamoto (* 1990), Fußballspieler
- Minato Yoshida (* 1992), Fußballspieler
- Yūta Shimizu (* 1999), Tennisspieler